# Gerhard Grave (Geistlicher, 1598)
Gerhard Grave, auch Gravius (* 1598 in Osnabrück; † 10. März 1675 in Hamburg) war ein deutscher evangelisch-lutherischer Theologe und Geistlicher.

## Leben
Gerhard Grave entstammte dem Osnabrücker Patriziergeschlecht Grave. Er war ein Verwandter des gleichnamigen und zwei Jahre älteren Theologen Gerhard Grave. Gerade in den Jahren ihres Studiums ist eine Abgrenzung ihrer Lebensläufe unsicher, später lassen sie sich durch ihre Wirkungsstätten Osnabrück und Hamburg klar unterscheiden.
Seit Johann Otto Thieß’ Versuch einer Gelehrtengeschichte von Hamburg (1780) ist die herkömmliche Meinung, dass der 1598 geborene Grave ab 1618 an den Universitäten Rostock, Straßburg (1620) und Jena studiert hat. In Jena wurde er nach einer Disputation unter Vorsitz von Johann Himmel 1624 Magister und bereitete sich auf eine Universitätslaufbahn vor, die er jedoch, vielleicht wegen der Ereignisse des Dreißigjährigen Krieges, abbrach.
Am 23. März 1627 wurde er zum Lector secundarius und Prediger am Hamburger Dom (Alter Mariendom) berufen und am 3. April durch den Senior Martin Willich in sein Amt eingeführt. Graves Tätigkeit wurde durch fortwährende Streitigkeiten über Jurisdiktion und Dienstaufsicht behindert. Der Dom gehörte immer noch zum Erzstift Bremen und bildete eine Enklave in Hamburg, die auswärtigen Mächten unterstand. Nach dem Bremer Vergleich von 1561 unterstanden jedoch die Lectoren (die Stelle des Lector primarius, seit der Reformation mit dem Amt des Superintendenten verbunden, war seit 1591 unbesetzt) der Dienstaufsicht des Senats. Erst 1631 konnte Grave seine theologischen Vorlesungen, die zum Programm des Akademischen Gymnasiums zählten, auf Druck des Senats im Lectorium des Doms halten. Mit dem Westfälischen Frieden 1648 kam der Dom unter schwedische Oberhoheit, was die Position des Lectors nicht einfacher machte. 1655 wurde Grave im Nebenamt Assessor des Konsistoriums für das Herzogtum Bremen-Verden in Stade. Als die schwedische Regierung ihn Anfang 1656 zu einem öffentlichen Dankgebet für die Geburt des Kronprinzen Karl und den schwedischen Erfolg im Königsberger Vertrag (1656) im Dom aufforderte, untersagte ihm der Senat dies unter Androhung des Kanzelverbots.
Neben Personalschriften und kontroverstheologischen Abhandlungen galt sein Forschungsinteresse der biblischen Apokalyptik und ihren Schriften, dem Buch Daniel und der Offenbarung des Johannes. Mit einer Abhandlung über Daniel wurde er 1657 in Jena zum Dr. theol. promoviert. Gerh. Gravius / Prediger zu Hamburg zählte nach Philipp Jacob Speners eigener Aussage zu den Theologen, die Speners Interpretation der Offenbarung mitgeprägt haben.

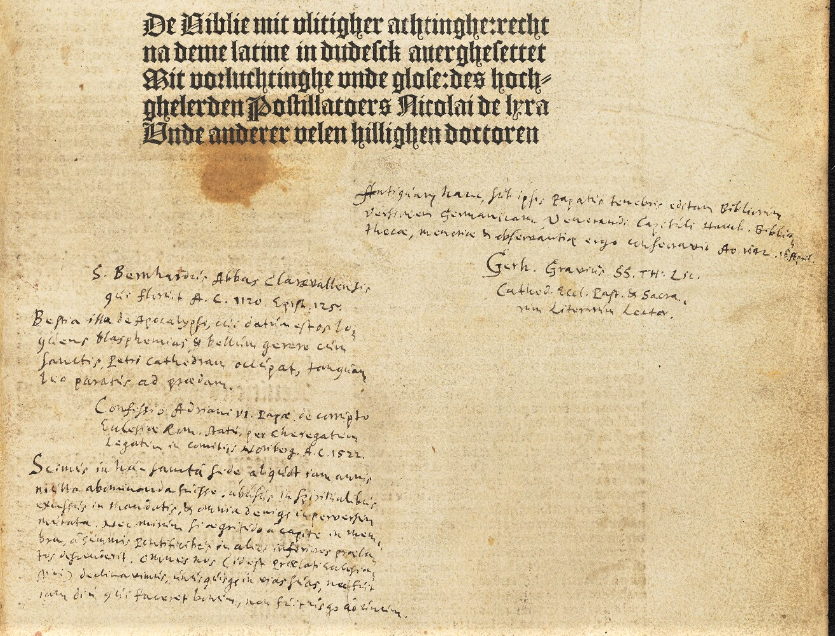
Graves Widmung in der Lübecker Bibel (1494)

1642 schenkte Grave der Hamburger Dombibliothek ein Exemplar der Lübecker Bibel (1494) mit eigenhändiger Widmung. Der Band wurde mit der Bibliothek 1784 versteigert. Er wurde 1850 über Adolf Asher von der Bodleian Library in Oxford erworben.
Grave war zunächst seit 1628 mit Engel, geb. Spieß verheiratet. Nach deren Tod im Jahr 1634 heiratete er 1636 Maria, geb. Engels (1612–1654).

## Werke
- Meditatio Orthodoxae Doctrinae De Sacra Domini Coena. Jena 1622 (Digitalisat)
- Munimentum Sionis continens Omnes Iustificationis Causas... Jena 1624
- Hoc est Explicatio Vaticinii Davidici, Psalmi LXVIII. vers: 18.19. : Cum Collatione allegationis Apostolicae ex Eph. 4. v. 7. De Gloriosa Messiae. Hamburg: Mose 1630
- Invitationis Ad Lecturae Theologicae auscultationem superiori Anno 1631. 16. & 13. Cal. Octob. per publicum programma & Orationem introductoriam factae Repetitio. Hamburgi: Rebenlinus 1632 (Digitalisat)
- Theologia methodica. Hamburg 1638
- Pentas Quaestionum Theologico-Historicarum, Anti-Papisticarum... Hamburg: Rebenlinus 1642 ()
  - (deutsch): Erörterung Fünff/ wider das Babstthumb angestelleten Fragen/ In welchen die fürnembsten Gründe Päbstischer Lehre/ Zuforderst aus Gottes Wort/ nnd bewehrten Historien/ kurtz/ doch gründlich umbgestossen und wiederleget werden. Hamburg: Guth 1651, 1652 (Digitalisat der Ausgabe 1652)
- Tabulae apocalypticae. Leiden 1647 Digitalisat
- Kurtze und gründliche Außlegung Des hohen/ Göttlichen und in der H. Schrifft Canonischen Buchs Der Offenbarung S. Johannis : In welcher so wol der Zustand der Streitenden/ von S. Johannis Zeiten an/ biß auff den Jüngsten Tag/ als der Triumphirenden Kirchen/ in dem Himlischen Jerusalem/ gantz deutlich/ hell und klar wird fürgetragen / Gestellet von Gerhardo Graven ... Mit einem dreyfachen Register/ und einer Vorrede der Hochlöblichen Theologischen Facultät zu Jehna. Hamburg 1657
- De Mysterio LXX. Hebdomadum Divinitus Danieli Prophetae Cap. IX. v. 22. & seqq. Per Gabrielem Archangelum revelato: Oratio, Ad Solennem Inaugurationis Doctoralis Actum, In celeberrima Academia Ienensi d. XIII. Octobr. Anni 1657. celebratum ... / publicae utilitati consecrata a Gerhardo Gravio, SS. Theol. D. ... Jena: Sengenwalde 1657